# Foire du livre de Cracovie
La Foire du livre de Cracovie (en polonais : Targi Książki w Krakowie) est une foire du livre annuelle organisée depuis 1997 à Cracovie (Pologne), fin octobre ou début novembre.
Deux prix littéraires sont décernés chaque année lors de cette manifestation depuis 1998 :
- le prix Jan-Długosz (Nagroda im. Jana Długosza, du nom de l'historien et écrivain du XVe siècle Jan Długosz), prix du meilleur livre polonais de l'année dans le domaine des sciences humaines au sens large. Le gagnant reçoit un prix en espèces et une statuette sculptée par Bronisław Chromy,
- le prix Liste Goncourt : le choix polonais jusqu'en 2013 (organisé par l'Institut français de Cracovie désormais remis hors de la Foire).

Depuis 2009, se déroule en parallèle le Festival international de littérature Joseph-Conrad qui décerne depuis 2015 le Prix Conrad (d), décerné à un jeune écrivain ou une jeune écrivaine pour une œuvre de l'année précédente.

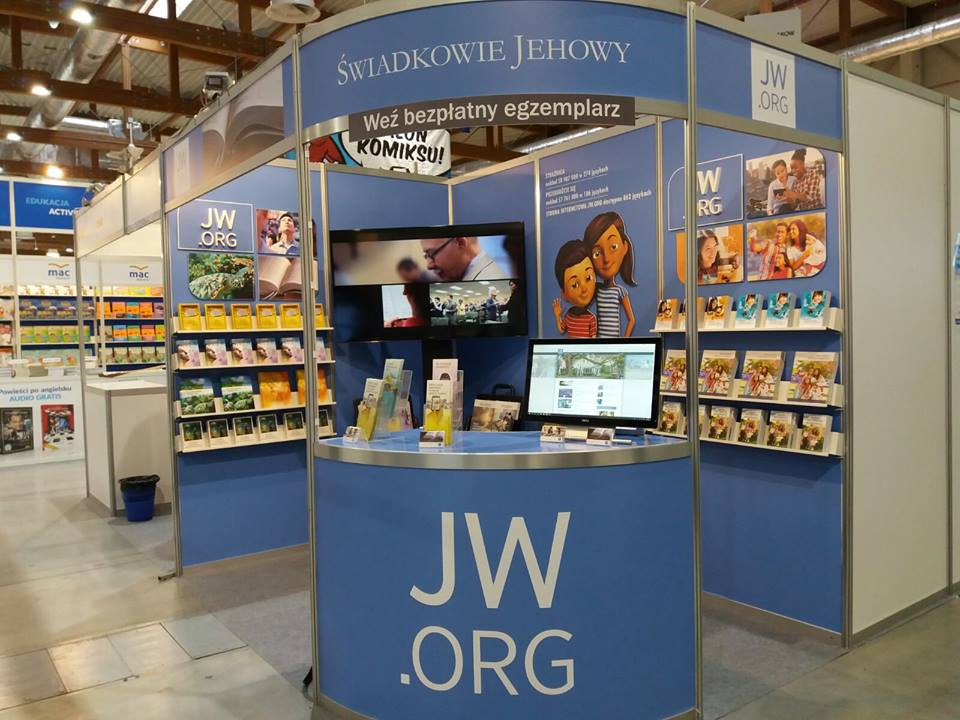
Foire du livre de Cracovie, un stand

## Historique
- 1997 : en présence notamment de Stanisław Lem et de Wisława Szymborska, lauréate du Prix Nobel de littérature 1996
- 1998 : en présence notamment de Czesław Miłosz, lauréat du Prix Nobel de littérature 1980, Stanisław Lem, Norman Davies, Jonathan Carroll, Andrzej Wajda
- 1999 : en présence notamment de Czesław Miłosz, Stanisław Lem, Zdzisław Beksiński, Sławomir Mrożek
- 2000 : invitée d'honneur : l'Autriche
- 2001 : invitée d'honneur : la France
- 2002 : invitée d'honneur : la Hongrie
- 2003 : invitée d'honneur : la fédération de Russie
- 2004 : en présence notamment de Ryszard Kapuściński, Victor Erofeïev (en), Ewa Lipska, Stanisław Lem, Olga Tokarczuk
- 2005 : en présence notamment de Norman Davies, Katarzyna Grochola (en), Kazuo Ishiguro, Stanisław Lem, Sławomir Mrożek, Andrzej Stasiuk, Władysław Bartoszewski, Stefan Chwin (en)
- 2006 : en présence notamment de Victor Souvorov, Sylvie Germain, Maxime Chattam, Marek Krajewski, Adam Wajrak, Ludwik Jerzy Kern, Anna Świderkówna et Sławomir Mrożek
- 2007 : en présence notamment de Philipp Vandenberg, Władysław Bartoszewski, Jonathan Carroll, Julia Hartwig, Sławomir Mrożek, Sven Nordqvist, Barbara Toruńczyk, Jerzy Strzelczyk, Marek Krajewski et Felicitas Hoppe, Jorge Molist
- 2008 : en présence notamment de Iouri Androukhovytch, Darren Baker, Joe Bialowitz, Philip Bialowitz, Jacek Dukaj, Paweł Huelle, Michèle Lesbre, Jerzy Pilch et Dina Rubina
- 2009 : en présence notamment de Marek Bieńczyk, Julia Hartwig, Etgar Keret, Petra Morsbach, Jerzy Pilch, Atiq Rahimi, Leila Rasheed, Anda Rottenberg et Olga Tokarczuk
- 2010 : en présence notamment de Jeffrey Archer, Władysław Bartoszewski, Marlena de Blasi, Delphine de Vigan, Julia Hartwig, Eustachy Rylski, Roberto Salvadori, Serhiy Jadan
- 2011 : Władysław Bartoszewski, Janusz Głowacki, Mo Hayder, Michel Houellebecq, Marianne Malone et Chris Niedenthal
- 2012 : placé sous le signe de l'année Janusz Korczak
- 2013 : invités la Cachoubie et Gdańsk
- 2014 : invitée d'honneur : la Hongrie
- 2015 : invitée d'honneur : la Lituanie
- 2016 : invité d'honneur : Israël
- 2017 : invitée d'honneur : la France[1],[2]
- 2018 : invitée d'honneur : la Suède
- 2019 : invitée d'honneur : l'Allemagne sous le titre « German stories »[3].
- 2020 : annulation de la foire en raison de la pandémie de Covid-19. Organisation d'évènements en ligne comme le prix Jan-Długosz ou le 5e concours international sur les meilleures publications sur les montagnes (Najlepsze Wydawnictwa o górach), auquel ont participé 31 éditeurs de sept pays (Autriche, Bulgarie, Canada, Grande-Bretagne, Pologne, République tchèque et Slovaquie)

## Lauréats du prix Jan-Długosz
| Année | Lauréat                                            | Titre                                                                             | Source |
| ----- | -------------------------------------------------- | --------------------------------------------------------------------------------- | ------ |
| 1998  | Barbara Skarga (pl)                                | Tożsamość i różnica. Eseje metafizyczne                                           | [ 4 ]  |
| 1999  | Mieczysław Tomaszewski (pl)                        | Chopin. Człowiek, Dzieło, Rezonans                                                | [ 5 ]  |
| 2000  | Eugeniusz Cezary Król (pl)                         | Propaganda i indoktrynacja narodowego socjalizmu w Niemczech 1919-1945            | [ 6 ]  |
| 2001  | Stefan Swieżawski (pl)                             | Dzieje europejskiej filozofii klasycznej                                          | [ 7 ]  |
| 2002  | Jan Błoński                                        | Witkacy                                                                           | [ 8 ]  |
| 2003  | Teresa Kostkiewiczowa (pl)                         | Polski wiek świateł. Obszary swoistości                                           | [ 9 ]  |
| 2004  | Wacław Hryniewicz (pl)                             | Nadzieja uczy inaczej                                                             | [ 10 ] |
| 2005  | Mirosława Marody (pl) et Anna Giza-Poleszczuk (pl) | Przemiany więzi społecznych                                                       | [ 11 ] |
| 2006  | Piotr Piotrowski (pl)                              | Awangarda w cieniu Jałty. Sztuka w Europie Środkowo-Wschodniej w latach 1945-1989 | [ 12 ] |
| 2007  | Jerzy Strzelczyk (pl)                              | Zapomniane narody Europy                                                          | [ 13 ] |
| 2008  | Stanisław Mossakowski (pl)                         | Kaplica Zygmuntowska 1515-1533                                                    | [ 14 ] |
| 2009  | Teresa Chylińska (pl)                              | Karol Szymanowski i jego epoka                                                    | [ 15 ] |
| 2010  | Mieczysław Nurek (pl)                              | Gorycz zwycięstwa                                                                 | [ 16 ] |
| 2011  | Hanna Świda-Ziemba (pl)                            | Młodzież PRL. Portrety pokoleń w kontekście historii.                             | [ 17 ] |
| 2012  | Andrzej Friszke (pl)                               | Czas KOR-u. Jacek Kuroń a geneza Solidarności.                                    | [ 18 ] |
| 2013  | Jerzy Holzer (pl)                                  | Europa Zimnej Wojny                                                               | [ 19 ] |
| 2014  | Grzegorz Niziołek (pl)                             | Polski teatr Zagłady                                                              | [ 20 ] |
| 2015  | Michał Głowiński (pl)                              | Rozmaitości interpretacyjne. Trzydzieści szkiców                                  | [ 21 ] |
| 2016  | Anna Machcewicz (pl)                               | Bunt. Strajki w Trójmieście. Sierpień 1980                                        | [ 22 ] |
| 2017  | Przemysław Czapliński (pl)                         | Poruszona mapa                                                                    | [ 23 ] |
| 2018  | Monika Bobako (pl)                                 | Islamofobia jako technologia władzy. Studium z antropologii politycznej           | [ 24 ] |
| 2019  | Joanna Tokarska-Bakir (pl)                         | Pod klątwą: społeczny portret pogromu kieleckiego Tom I                           | [ 25 ] |
| 2020  | Michał Roch Kaczmarczyk (pl)                       | Aporia wolności. Krytyka teorii społecznej                                        | [ 26 ] |
| 2021  | Zbigniew Mentzel (pl)                              | Kołakowski. Czytanie świata. Biografia                                            | [ 27 ] |
| 2022  | Rafał Matyja (pl)                                  | Miejski grunt. 250 lat polskiej gry z nowoczesnością                              | [ 28 ] |

## Lauréates du prix Conrad
| Année | Lauréate                 | Titre                                                                    | Source |
| ----- | ------------------------ | ------------------------------------------------------------------------ | ------ |
| 2015  | Liliana Hermetz (pl)     | Alicyjka                                                                 | [ 29 ] |
| 2016  | Żanna Słoniowska         | Dom z witrażem (trad. en français sous le titre Une ville à cœur ouvert) | [ 30 ] |
| 2017  | Anna Cieplak (pl)        | Ma być czysto                                                            | [ 31 ] |
| 2018  | Weronika Gogola (pl)     | Po trochu                                                                | [ 32 ] |
| 2019  | Olga Hund (pl)           | Psy ras drobnych                                                         | [ 33 ] |
| 2020  | Dorota Kotas (pl)        | Pustostany                                                               | [ 34 ] |
| 2021  | Elżbieta Łapczyńska (pl) | Bestiariusz nowohucki                                                    | [ 35 ] |
| 2022  | Paulina Siegień (d)      | Miasto bajka. Wiele historii Kalinigradu                                 | [ 36 ] |